# Russell Wilson
(en) Statistiques sur pro-football-reference
Russell Carrington Wilson, né le 29 novembre 1988 à Cincinnati dans l'Ohio, est un sportif professionnel américain de football américain jouant au poste de quarterback dans la National Football League (NFL) depuis la saison 2012 et pour la franchise des Giants de New York depuis la saison 2025.
Au niveau universitaire, il a joué dans la NCAA Division I FBS, pendant quatre saisons pour le Wolfpack de l'université d'État de Caroline du Nord (2007-2010) et pendant une saison avec les Badgers de l'université du Wisconsin à Madison (2011).
Sélectionné au troisième tour de la draft 2012 de la NFL par la franchise des Seahawks de Seattle, il y devient le quarterback titulaire dès sa première saison professionnelle. Il aide les Seahawks à remporter le Super Bowl XLVIII la saison suivante, et devient au fur et à mesure un des quarterbacks les plus performants de la NFL.
Après dix saisons chez les Seahawks, il est échangé aux Broncos de Denver en 2022. Devenu agent libre en 2024, il s'engage pour une saison avec les Steelers de Pittsburgh le 15 mars de la même année avant de signer pour une saison avec les Giants de New York le 26 mars 2025.

## Biographie

### Enfance et famille
Wilson est né à Cincinnati dans l'État de l'Ohio et grandit à Richmond en Virginie. Il est le fils de Harrison Benjamin Wilson III, un avocat et de Tammy T. Wilson, une infirmière,,. Il a un frère aîné, Harrison IV et une sœur plus jeune que lui, Anna. Wilson commença à pratiquer le football  avec son père et son frère à l'âge de quatre ans.
Ses origines sont principalement Afro-Américaines, il a également quelques ancêtres amérindiens. Son arrière-grand-père était l'esclave d'un colonel confédéré et fut affranchi après la guerre de Sécession. Le grand-père de Wilson, Harrison B. Wilson Jr., est un ancien président de l'université d'État de Norfolk et joua au football américain et au basket-ball pour l'université d'État du Kentucky. Son père joua quant à lui au football américain et au baseball à Dartmouth et était wide receiver chez les Chargers de San Diego pendant la pré-saison en 1980. Le frère de Russell joua au football et au baseball à l'université de Richmond, et sa sœur est considérée comme étant l'une des joueuses lycéennes de basketball les plus en vue des États-Unis,,.
Le père de Wilson est mort le 9 juin 2010 à l’âge de 55 ans à cause de complications dues à son diabète.

### Carrière universitaire
Étudiant durant quatre ans à l'université d'État de Caroline du Nord où il joue pour le Wolfpack dans la NCAA Division I FBS, il rejoint en 2011 l'Université du Wisconsin à Madison et joue une saison pour les Badgers. Il établit au cours de cette dernière saison le record du plus grand nombre de touchdowns inscrits par un quarterback des Badgers (33), ce qui constituait à l'époque la deuxième meilleure performance de la Big Ten Conference derrière les 39 touchdowns de Drew Brees inscrits en 1998. Il obtient aussi la meilleure évaluation de quarterback de l'histoire de la NCAA Division I FBS (191,8). Il termine également neuvième du trophée Heisman 2011.

### Carrière professionnelle

#### Draft
Les performances de Wilson en font une possible recrue de choix ou top prospect, c'est-à-dire un des joueurs les plus convoités de la draft 2012. Pourtant, beaucoup de recruteurs lui reprochent sa petite taille (1,80 m), alors que les linemen offensifs professionnels de la NFL mesurent en moyenne près d'1,90 m. Leur peur est donc que Wilson ait du mal à visualiser le jeu au-dessus d'eux, et ce, malgré ses qualités athlétiques et ses performances universitaires.
Le 7 avril 2012, il est sélectionné en 75e choix global lors du troisième tour de la draft 2012 par la franchise des Seahawks de Seattle.

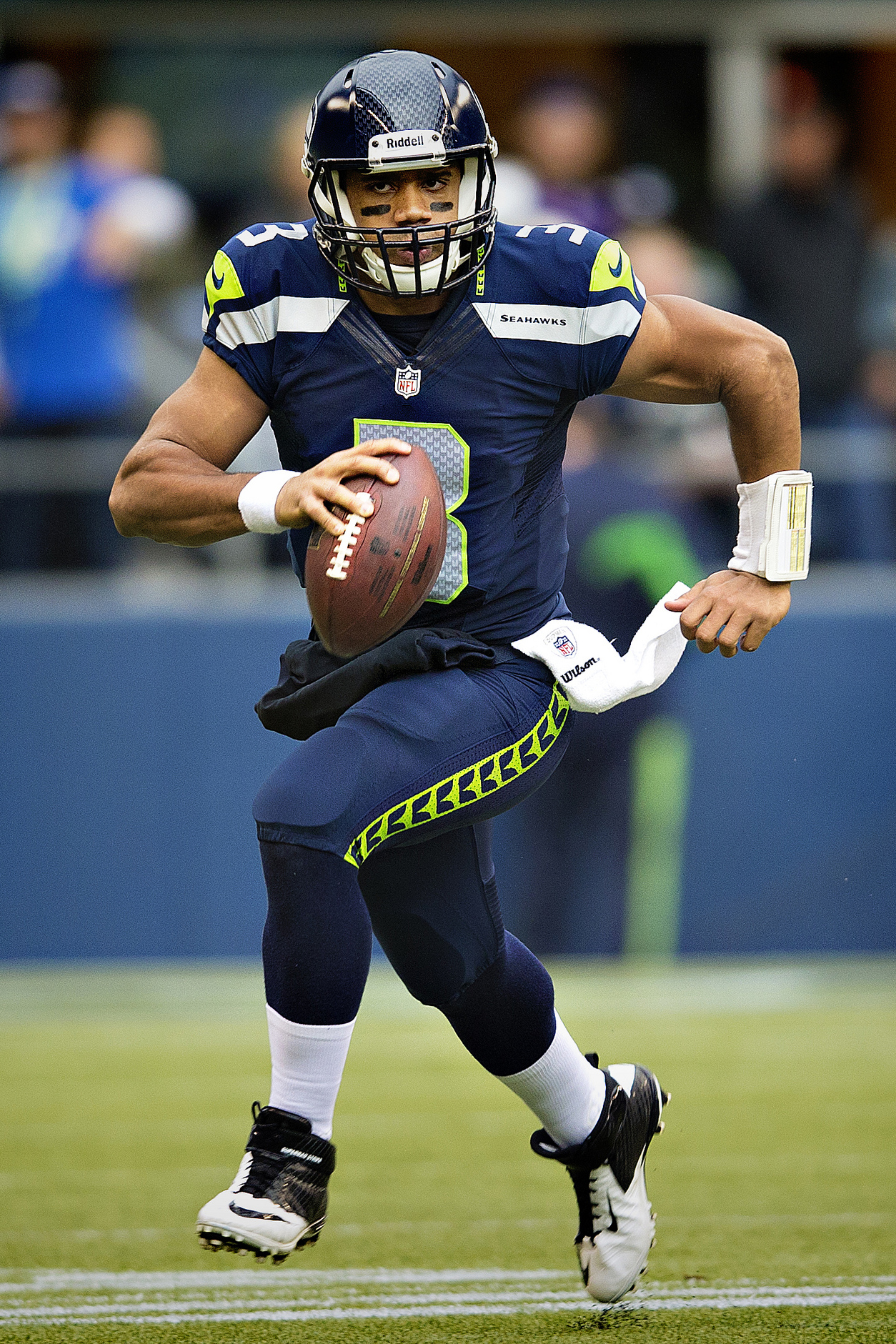
Wilson en novembre 2012.

#### Seahawks de Seattle
Wilson signe son contrat rookie le 7 mai 2012 portant sur quatre saison pour un montant de 2,29 millions de dollars.

##### Saison 2012
En concurrence avec Tarvaris Jackson (titulaire discuté de la saison 2011) et Matt Flynn (en provenance des Packers de Green Bay), il semble dans un premier temps être destiné à occuper le poste de deuxième ou de troisième quarterback de la franchise. Toutefois, à la surprise générale, à l'issue des matchs d'avant saison, il est désigné titulaire pour la saison 2012.
Il est ainsi titulaire le 9 septembre 2012 dès le premier match de la saison contre les Cardinals de l'Arizona. Le 24 septembre 2012, il réussit dans les ultimes secondes du match contre les Packers de Green Bay une passe Hail Mary (très discutable mais acceptée par les arbitres remplaçants désigné à la suite d'une grève des titulaires habituels), qui offre la victoire à son équipe sur le score de 14 à 12. La polémique engendrée par cette passe est telle que la Ligue est contrainte dès le lendemain d'accepter les revendications des arbitres professionnels et de mettre fin à leur grève.
Après trois grosses performances (en 9e semaine avec une victoire 30 à 20 contre les Vikings du Minnesota, en 10e semaine avec une victoire 28 à 7 contre les Jets de New York qui lui vaut d'ailleurs d'être désigné meilleur rookie de la semaine et en 12e semaine avec une défaite 21 à 24 contre les Dolphins de Miami), il devient le premier quarterback rookie à obtenir une évaluation QB supérieure à 125 au cours de trois matchs consécutifs, en inscrivant 7 touchdowns sans interception au cours de ces rencontres. Au cours du match contre les Dolphins, il devient également le premier rookie à réussir 16 passes consécutives en un match.
La semaine suivante, contre les Bears de Chicago, il parvient à emmener de justesse son équipe en prolongation pour finalement remporter le match sur le score de 23 à 17 à la suite d'un drive de 80 yards. Il réussit au cours de cette rencontre 23 des 37 passes tentées, pour 2 touchdowns, et gagne en plus 71 yards à la course. Cette performance lui permet d'être désigné meilleur joueur à la passe de la semaine pour la première fois de sa carrière. Il est ensuite désigné meilleur rookie offensif du mois de décembre, grâce au bilan provisoire de 5 victoires sans défaite de son équipe et en affichant une évaluation QB moyenne de 115,2 sur ces matchs.
Il termine la saison régulière avec 26 touchdowns à la passe, égalant le record du plus grand nombre de touchdowns inscrits à la passe par un rookie, détenu jusque-là uniquement par Peyton Manning depuis 1998. Il finit également avec un rating de 100.0 (soit le meilleur jamais connu par un quarterback des Seahawks, et le deuxième meilleur jamais obtenu par un rookie en NFL, derrière les 102,4 de Robert Griffin III la même année), plus de 64 % de passes complétées pour 3 118 yards gagnés à la passe et 489 gagnés à la course. Il permet à son équipe de terminer avec un bilan de 11 victoires pour 5 défaite et une qualification pour la série éliminatoire.
Pour son premier match de de phase finale, il rencontre en tour de Wild Card les Redskins de Washington emmenés par un autre rookie, Robert Griffin III. Bien que son équipe ait été menée 14 à 0 en fin du premier quart temps, les Seahawks s'imposent finalement 24 à 14. Les statistiques de Wilson sont bonnes avec 186 yards gagnés à la passe, 67 gagnés à la course, 1 touchdown et pas de turnover. Il permet ainsi à son équipe de remporter sa première victoire à l'extérieur en série éliminatoire depuis la saison 1983. Pour son deuxième match de série éliminatoire, il affronte les Falcons d'Atlanta lors du tour de Division. Mené 20 à 0 à la mi-temps, Wilson permet à son équipe de mener au score 28 à 27 à trente secondes de la fin du match. Néanmoins les Falcons remportent le match 30 à 28 à la suite d'un field goal en toute fin de match. Malgré la défaite, il termine avec d'impressionnantes statistiques, 385 yards gagnés et 2 touchdowns inscrits à la passe en plus des 60 yards gagnés et d'un touchdown inscrit à la course. Il devient le quarterback rookie à avoir gagné le plus de yards à la passe dans un match de série éliminatoire, dépassant les 335 yards gagnés par Sammy Baugh en 1937. À la suite de la blessure de Matt Ryan, il est sélectionné pour son premier Pro Bowl, où il totalise 8 passes réussies sur 10 tentées pour un gain cumulé de 98 yards, 3 touchdowns et une évaluation QB de de 147,1. Le 2 février, il est désigné meilleur rookie de la saison par les fans sur le site NFL.com, et termine troisième au classement du meilleur rookie offensif de la saison de l'Associated Press.

##### 2013

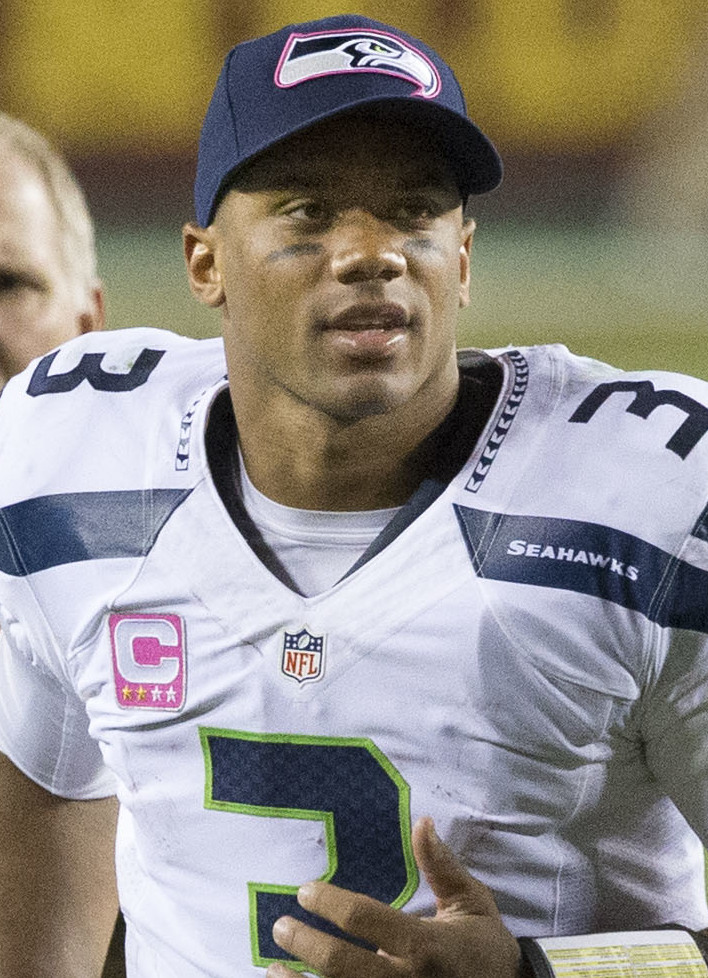
Wilson en 2014.

À nouveau quarterback titulaire en 2013, Wilson mène les Seahawks à leur première victoire au Super Bowl le 2 février 2014 face aux Broncos de Denver.

##### 2014
Lors de la saison 2014, Russell Wilson conduit son équipe à nouveau au Super Bowl XLIX contre les Patriots de la Nouvelle-Angleterre. Les Seahawks deviennent la première équipe à défendre leur titre au Superbowl depuis les Patriots en 2002. Ils perdent 28-24. Il signe un contrat de 4 ans avec les Seahawks de Seattle pour 87,6 millions de dollars le 31 juillet 2015.

##### 2019-2021
Le 15 avril 2019, Wilson signe un contrat de 4 ans d'un montant de 140 millions de dollars, faisait de lui le joueur le mieux payé de la NFL à l'époque.

#### Steelers de Pittsburgh
Le 15 mars 2024, Wilson signe un contrat d'un an avec les Steelers de Pittsburgh pour un montant minimum de 1,2 million de dollars,.
Le 28 janvier 2025, il est sélectionné pour participer au Pro Bowl Games 2025 au même titre que Drake Maye en remplacement des quarterbacks blessés Josh Allen des Bills et Lamar Jackson des Ravens,.

#### Giants de New York
Le 26 mars 2025, Wilson signe un contrat d'un an pour un montant de 10,5 millions de dollars avec les Giants de New York,.

## Vie privée
Depuis mars 2015, il partage sa vie avec la chanteuse et danseuse américaine Ciara. Après s'être fiancés en mars 2016, ils se sont mariés le 6 juillet 2016 en Angleterre, dans le Cheshire. En octobre 2016, ils annoncent attendre leur premier enfant via un cliché posté sur les réseaux sociaux, il s'agira du deuxième enfant pour Ciara. Le 23 juillet 2020, un troisième enfant prénommé WIN vient agrandir la famille.
Il est chrétien évangélique pratiquant.

## Statistiques

### Universitaires
| Année               | Équipe                           | Statut              | MJ |         | Passes   | Passes | Passes | Passes | Passes | Passes | Passes  |       | Courses | Courses | Courses | Courses |
| Année               | Équipe                           | Statut              | MJ | Tentées | Réussies | Pct.   | Yards  | TD     | Int.   | Éval.  | Tentées | Yards | Moy.    | TD      |         |         |
| 2008                | Wolfpack de North Carolina State | Fr.                 | 11 | 275     | 150      | 54,5   | 1 955  | 17     | 01     | 133,9  | 116     | 388   | 3,3     | 4       |         |         |
| 2009                | Wolfpack de North Carolina State | So.                 | 12 | 378     | 224      | 59,3   | 3 027  | 31     | 11     | 147,8  | 103     | 260   | 2,5     | 4       |         |         |
| 2010                | Wolfpack de North Carolina State | Jr.                 | 13 | 527     | 308      | 58,4   | 3 563  | 28     | 14     | 127,5  | 143     | 435   | 3,0     | 9       |         |         |
| 2011                | Badgers du Wisconsin             | Sr.                 | 14 | 309     | 225      | 72,8   | 3 175  | 33     | 04     | 191,8  | 079     | 338   | 4,3     | 6       |         |         |
| Totaux dans la NCAA | Totaux dans la NCAA              | Totaux dans la NCAA | 50 | 1489    | 907      | 60,9   | 11 720 | 109    | 30     | 147,2  | 441     | 1 421 | 3,2     | 23      |         |         |
| Totaux à NC State   | Totaux à NC State                | Totaux à NC State   | 36 | 1180    | 682      | 57,8   | 08 545 | 076    | 26     | 135,5  | 362     | 1 083 | 3,0     | 17      |         |         |

### Professionnelles
| Année              | Équipe                 | MJ  |                | Passes         | Passes         | Passes         | Passes         | Passes         | Passes         | Passes         |                | Courses        | Courses        | Courses | Courses |  | Fumbles | Fumbles |
| Année              | Équipe                 | MJ  | Tentées        | Réussies       | Pct.           | Yards          | TD             | Int.           | Éval.          | Tentées        | Yards          | Moy.           | TD             | Nb.     | Perdus  |  |         |         |
| 2012               | Seahawks de Seattle    | 16  | 393            | 252            | 64,1           | 3 118          | 26             | 10             | 100,0          | 094            | 489            | 5,2            | 4              | 06      | 3       |  |         |         |
| 2013               | Seahawks de Seattle    | 16  | 407            | 257            | 63,1           | 3 357          | 26             | 09             | 101,2          | 096            | 539            | 5,6            | 1              | 10      | 5       |  |         |         |
| 2014               | Seahawks de Seattle    | 16  | 452            | 285            | 63,1           | 3 475          | 20             | 07             | 095,0          | 118            | 849            | 7,2            | 6              | 11      | 0       |  |         |         |
| 2015               | Seahawks de Seattle    | 16  | 483            | 329            | 68,1           | 4 024          | 34             | 08             | 110,1          | 103            | 553            | 5,4            | 1              | 07      | 3       |  |         |         |
| 2016               | Seahawks de Seattle    | 16  | 546            | 353            | 64,1           | 4 219          | 21             | 11             | 092,6          | 072            | 259            | 3,6            | 1              | 08      | 2       |  |         |         |
| 2017               | Seahawks de Seattle    | 16  | 553            | 339            | 61,3           | 3 983          | 34             | 11             | 095,4          | 095            | 586            | 6,2            | 3              | 14      | 3       |  |         |         |
| 2018               | Seahawks de Seattle    | 16  | 427            | 280            | 65,6           | 3 448          | 35             | 07             | 110,9          | 067            | 376            | 5,6            | 0              | 10      | 2       |  |         |         |
| 2019               | Seahawks de Seattle    | 16  | 516            | 341            | 66,1           | 4 110          | 31             | 05             | 106,3          | 075            | 342            | 4,6            | 3              | 08      | 2       |  |         |         |
| 2020               | Seahawks de Seattle    | 16  | 558            | 384            | 68,8           | 4 212          | 40             | 13             | 105,1          | 083            | 513            | 6,2            | 2              | 07      | 4       |  |         |         |
| 2021               | Seahawks de Seattle    | 14  | 400            | 259            | 64,8           | 3 113          | 25             | 06             | 103,1          | 043            | 183            | 4,3            | 2              | 06      | 1       |  |         |         |
| 2022               | Broncos de Denver      | 15  | 483            | 292            | 60,5           | 3 524          | 16             | 11             | 084,4          | 055            | 277            | 5,0            | 3              | 06      | 2       |  |         |         |
| 2023               | Broncos de Denver      | 15  | 447            | 297            | 66,4           | 3 070          | 26             | 08             | 098,0          | 080            | 341            | 4,3            | 3              | 10      | 5       |  |         |         |
| 2024               | Steelers de Pittsburgh | 11  | 336            | 214            | 63,7           | 2 482          | 16             | 05             | 095,6          | 043            | 155            | 3,6            | 2              | 05      | 4       |  |         |         |
| 2025               | Giants de New York     | ?   | Saison à venir | Saison à venir | Saison à venir | Saison à venir | Saison à venir | Saison à venir | Saison à venir | Saison à venir | Saison à venir | Saison à venir | Saison à venir | ?       | ?       |  |         |         |
| Totaux en carrière | Totaux en carrière     | 199 | 6 001          | 3 882          | 64,7           | 46 135         | 350            | 111            | 099,8          | 1 024          | 5 462          | 5,3            | 31             | 108     | 36      |  |         |         |
| Totaux à Seattle   | Totaux à Seattle       | 158 | 4 735          | 3 079          | 65,0           | 37 059         | 292            | 087            | 101,8          | 946            | 4 689          | 5,5            | 23             | 087     | 25      |  |         |         |
| Totaux à Denver    | Totaux à Denver        | 030 | 0 930          | 0 589          | 63,3           | 06 594         | 042            | 019            | 090,9          | 135            | 0 618          | 4,6            | 06             | 016     | 07      |  |         |         |

| Année              | Équipe                 | MJ |         | Passes   | Passes | Passes | Passes | Passes | Passes | Passes  |       | Courses | Courses | Courses | Courses |  | Fumbles | Fumbles |
| Année              | Équipe                 | MJ | Tentées | Réussies | Pct.   | Yards  | TD     | Int.   | Éval.  | Tentées | Yards | Moy.    | TD      | Nb.     | Perdus  |  |         |         |
| 2012               | Seahawks de Seattle    | 2  | 62      | 39       | 62,9   | 572    | 3      | 1      | 102,4  | 15      | 127   | 08,5    | 1       | 1       | 0       |  |         |         |
| 2013               | Seahawks de Seattle    | 3  | 68      | 43       | 63,2   | 524    | 3      | 0      | 101,6  | 11      | 042   | 03,8    | 0       | 2       | 1       |  |         |         |
| 2014               | Seahawks de Seattle    | 3  | 72      | 41       | 56,9   | 724    | 6      | 5      | 090,3  | 17      | 086   | 05,1    | 1       | 2       | 0       |  |         |         |
| 2015               | Seahawks de Seattle    | 2  | 74      | 44       | 59,5   | 506    | 4      | 3      | 072,2  | 08      | 053   | 06,6    | 0       | 1       | 0       |  |         |         |
| 2016               | Seahawks de Seattle    | 2  | 60      | 40       | 66,7   | 449    | 4      | 2      | 097,2  | 09      | 046   | 05,1    | 0       | 0       | 0       |  |         |         |
| 2018               | Seahawks de Seattle    | 1  | 27      | 18       | 66,7   | 233    | 1      | 0      | 105,9  | 03      | 014   | 04,7    | 1       | 0       | 0       |  |         |         |
| 2019               | Seahawks de Seattle    | 2  | 61      | 39       | 63,9   | 602    | 2      | 0      | 107,4  | 16      | 109   | 06,8    | 0       | 1       | 0       |  |         |         |
| 2020               | Seahawks de Seattle    | 1  | 27      | 11       | 40,7   | 174    | 2      | 1      | 072,1  | 04      | 050   | 12,5    | 0       | 0       | 0       |  |         |         |
| 2024               | Steelers de Pittsburgh | 1  | 29      | 20       | 69,0   | 270    | 2      | 0      | 121,3  | 03      | 06    | 02,0    | 0       | 0       | 0       |  |         |         |
| Totaux en carrière | Totaux en carrière     | 17 | 480     | 295      | 61,5   | 4 056  | 27     | 12     | 96,8   | 86      | 533   | 6,2     | 3       | 7       | 1       |  |         |         |
| Totaux à Seattle   | Totaux à Seattle       | 16 | 451     | 275      | 61,0   | 3 786  | 25     | 12     | 95,3   | 83      | 527   | 6,3     | 3       | 7       | 1       |  |         |         |